# Генрі Нокс
Гéнрі Но́кс (англ. Henry Knox; нар. 25 липня 1750 — пом. 25 жовтня 1806) — американський воєначальник часів війни за незалежність.
Генерал Континентальної армії, довірений радник Джорджа Вашингтона.
Обраний військовим міністром під час дії Статей конфедерації і залишився на цій посаді, коли Джордж Вашингтон сформував новий уряд.